# Hadennia nigerrima
Hadennia nigerrima är en fjärilsart som beskrevs av Swinhoe 1918. Hadennia nigerrima ingår i släktet Hadennia och familjen nattflyn. Inga underarter finns listade i Catalogue of Life.